# Hugh Foley
Hugh Miller Foley, född 3 mars 1944 i Seattle, död
9 november 2016 var en amerikansk roddare.
Foley blev olympisk guldmedaljör i åtta med styrman vid sommarspelen 1964 i Tokyo.